# Hermann Oldenberg

Hermann Oldenberg, um 1895

Hermann Oldenberg (* 31. Oktober 1854 in Hamburg; † 18. März 1920 in Göttingen) war ein deutscher Indologe, der Pionierarbeit auf den Gebieten der Buddhismuskunde und des Veda leistete.

## Leben
Hermann Oldenberg wurde im Jahr 1854 in Hamburg geboren. Sein Vater Friedrich (1820–1894) war Seelsorger und Inspektor im ebendortigen Rauhen Haus. Hermann Oldenberg studierte Klassische Philologie und Indologie an der Georg-August-Universität Göttingen und der Friedrich-Wilhelms-Universität Berlin. Dort wurde er 1875 zum Dr. phil. promoviert. 1878 folgte die Habilitation für Sanskrit.
1889 wurde er Ordinarius an der Christian-Albrechts-Universität Kiel, deren Rektor er 1906/07 war. 1908 wechselte er nach Göttingen. In den Jahren 1912 und 1913 war er zu Studien in Indien.
Oldenberg war ab 1890 korrespondierendes und ab 1909 ordentliches Mitglied der Göttinger Akademie der Wissenschaften.

## Forschung
Oldenberg widmete sich überwiegend dem Studium indischer Religionen, zunächst des Buddhismus. 1879–1883 gab er den Vinayapitaka heraus, einen wichtigen Text mit Regeln zum Leben in buddhistischen Klöstern, den er später auch in englischer Übersetzung in den Sacred Books of the East veröffentlichte. Sein Buchtitel Buddha, Sein Leben, seine Lehre, seine Gemeinde war jahrzehntelang ein Klassiker der Fachliteratur, der ins Französische, Russische und Englische übersetzt wurde. Oldenberg stützte sich auf Quellen in Pali und zeigte auf, dass Buddha eine historische Persönlichkeit war.
Viele seiner Studien galten dem Rigveda, sein Buch Die Religion des Veda (1894) war eine wichtige Fachpublikation. Bei seinen Studien verwandte er nicht nur linguistische Methoden, sondern zog auch die Ethnologie als Hilfswissenschaft für seine Interpretationen hinzu. Er versuchte den Urtext des Rigveda zu rekonstruieren, der von Priesterfamilien über viele Generationen mündlich tradiert worden war, bevor er schriftlich fixiert wurde. In weiteren Studien beschäftigte sich Oldenberg mit den Upanishaden, den Brahmanas und dem Mahabharata. Sein Titel Die Literatur des alten Indien erschien im Jahr 1903.

## Familie
Oldenburg heiratete um 1884 die Geigerin Babette Lobach (1857–1940).
Der Dipterologe Lorenz Oldenberg (1863–1931) und der Jurist Karl Oldenberg (1864–1936) waren seine Brüder.

## Auszeichnungen
- 1879: Förderpreis der Bopp-Stiftung

## Werke
- The Dîpavamsa; an ancient Buddhist historical record. Williams and Norgate, London 1879
- Buddha: Sein Leben, seine Lehre, seine Gemeinde, Verlag Wilhelm Hertz, Berlin 1881.
- The Grihya-sûtras, rules of Vedic domestic ceremonies. Vol. 1, The Clarendon press, Oxford 1886
- The Grihya-sûtras, rules of Vedic domestic ceremonies. Vol. 2, The Clarendon press, Oxford 1886
- Goethe's und Carlyle's Briefwechsel (Hrsg.), Berlin, 1887
- Die Hymnen des Rigveda. Bd. 1: Metrische und textgeschichtliche Prolegomena. Berlin 1888; Nachdruck: Wiesbaden 1982, ISBN 3-515-03800-0
- Zur Geschichte des indischen Kastenwesens, in: Zeitschrift der Deutschen Morgenländischen Gesellschaft, Bd. 51 (1897), S. 267 ff.
- Die Religion des Veda. Berlin 1894; 2. Aufl. Stuttgart, Berlin 1917
- Vedaforschung. Stuttgart, Berlin 1905 (Djvu)
- Rigveda. Textkritische und exegetische Noten. Teil 1: Berlin 1909, Teil 2: Berlin 1912 (Abhandlungen der Königlichen Gesellschaft der Wissenschaften zu Göttingen, phil.-hist. Klasse, N.F. 11,5 und 13,3)
- Die Lehre der Upanishaden und die Anfänge des Buddhismus. Vandenhoeck and Ruprecht, Göttingen 1915.
- Zur Religion und Mythologie des Veda. In: Nachrichten von der Königlichen Gesellschaft der Wissenschaften zu Göttingen. Philologisch-historische Klasse aus dem Jahre 1915. Weidmannsche Buchhandlung, Berlin 1916, S. 167–403 (bei Internet Archive)
- Kleine Schriften. 2 Teile. Stuttgart 1967 (Glasenapp-Stiftung 5, 1+2)
- Kleine Schriften. Teil 3. Stuttgart 1993 (Glasenapp-Stiftung 34), ISBN 3-515-06122-3